# Yasin Ayari
Yasin Ayari, né le 6 octobre 2003 à Solna en Suède, est un footballeur international suédois qui joue au poste de milieu central à Brighton & Hove Albion.

## Biographie

### Naissance, origines et débuts
Yasin Ayari naît à Solna, en banlieue de Stockholm, en Suède. Il est issu d'une famille multiculturelle : il est d’origine marocaine et tunisienne et sa mère travaille pour le club AIK Fotboll. Ayant grandi à deux pas de la Strawberry Arena, sa mère l'inscrit très tôt au football. Son frère cadet, Taha Ayari, est également footballeur.
Ayant commencé le football au Råsunda IS, il connaît un bref passage au Vasalunds IF.

### En club
Yasin Ayari est formé à l'AIK Fotboll qu'il rejoint en 2012 après être passé par le club de Råsunda IS (en). Il joue son premier match en professionnel lors d'une rencontre d'Allsvenskan le 6 décembre 2020, contre l'IF Elfsborg. Il est titularisé et les deux équipes se neutralisent (2-2).
Ayari inscrit son premier but en professionnel le 2 avril 2022, à l'occasion de la première journée de la saison 2022 d'Allsvenskan, contre le BK Hacken. Il ne peut toutefois éviter la défaite de son équipe ce jour-là (4-2 score final),.
Le 30 janvier 2023, Yasin Ayari rejoint Brighton & Hove Albion, signant un contrat de quatre ans et demi, soit jusqu'en juin 2027.
Le 21 août 2023, Yasin Ayari est prêté pour une saison à Coventry City.

### En sélection
Né en Suède Yasin Ayari possède des  origines tunisiennes et marocaines, et est éligible pour représenter les trois sélections nationales. Il décline ainsi une convocation de l'équipe de Tunisie en 2022, priorisant un choix pour la Suède.
Depuis 2021, Yasin Ayari représente l'équipe de Suède des moins de 19 ans. Il marque son premier but avec cette sélection le 26 mars 2022 contre la Bosnie-Herzégovine. Il délivre également une passe décisive ce jour-là, mais ne peut empêcher la défaire des siens (3-2 score final).
Yasin Ayari honore sa première sélection avec l'équipe nationale de Suède le 9 janvier 2023 contre la Finlande. Il est titularisé, puis remplacé par Sebastian Nanasi, et son équipe l'emporte par deux buts à zéro,,.

## Vie privée
Yasin Ayari est le frère aîné de Taha Ayari, lui aussi footballeur professionnel formé à l'AIK Solna.